# マイク・ソーン
マイク・ソーン（Mike Thorne、1948年1月25日 - ）は、イギリスの音楽プロデューサー。

## 略歴
10歳からピアノの教育を受ける。ハートフォード・カレッジで物理学を学んだ後、1960年代後半からテープ・オペレーターとしてディープ・パープルをはじめとする様々なアーティストと仕事をする。その後は音楽ジャーナリストやEMIのA&Rなどの職を経て、1970年代後半から音楽プロデューサーとしてパンク・ロック、ポストパンク、フュージョン、ポップスなど幅広いロックのジャンルにおいて活動するようになった。とりわけワイヤー、ロジャー・ダルトリー、ジョン・ケイル、ブロンスキ・ビート、ソフト・セル、ニーナ・ハーゲン、ローリー・アンダーソン、ソフト・マシーンといったアーティストたちのプロデュース業に関わってきている。